# Biserica de lemn din Mănăstirea Agafton

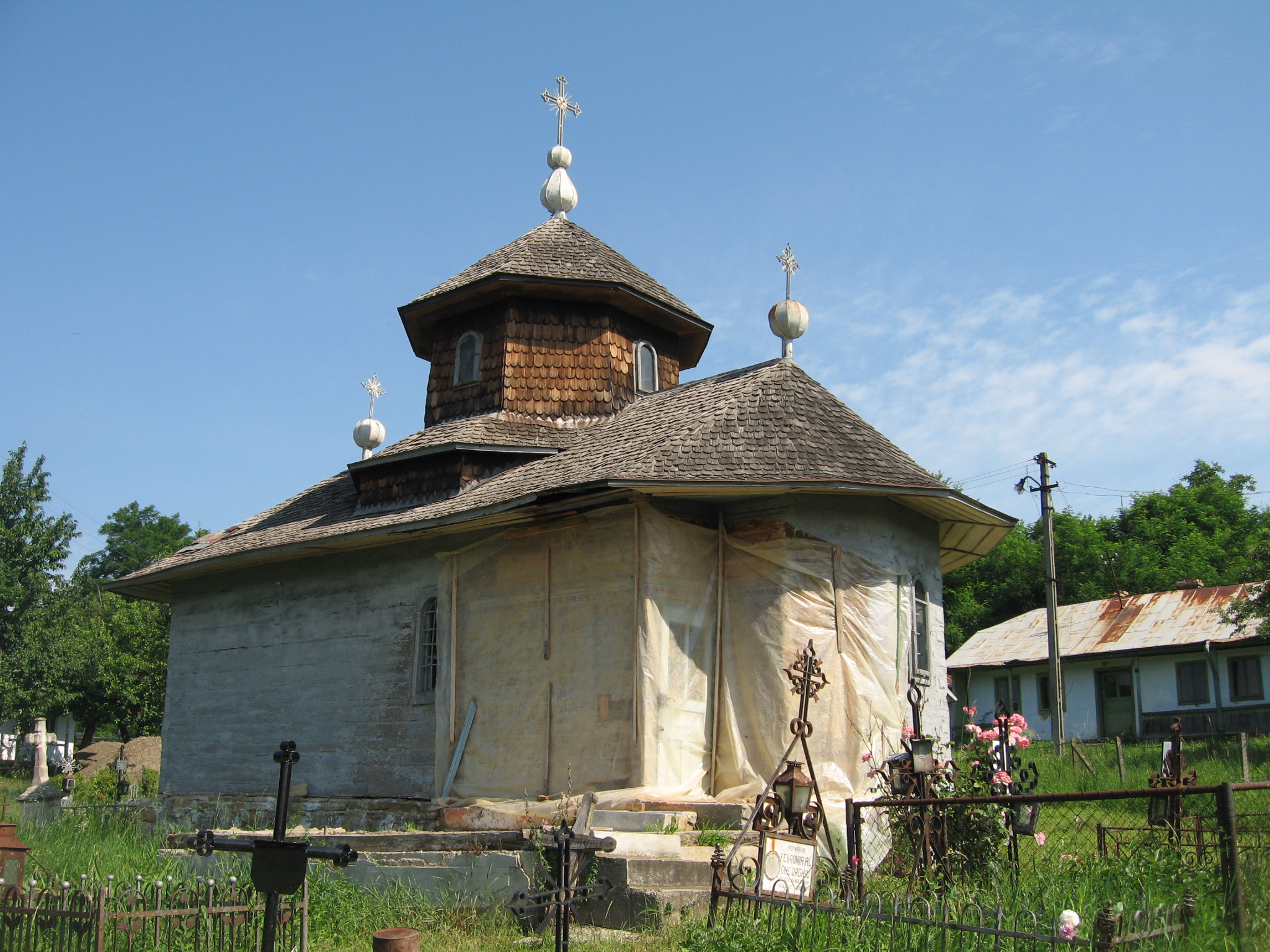
Biserica de lemn din Mănăstirea Agafton.

Biserica de lemn cu hramul Sfinții Arhangheli Mihail și Gavriil (Sf. Voievozi) din Mănăstirea Agafton a fost construită în anul 1747 în satul Agafton din comuna Curtești (județul Botoșani). Ea se află localizată în cimitirul Mănăstirii Agafton, fiind inclusă în perimetrul mănăstirii. 
Biserica de lemn "Sf. Arhangheli" din Mănăstirea Agafton a fost inclusă pe Lista monumentelor istorice din județul Botoșani din anul 2015, având codul de clasificare  BT-II-m-B-01947.02. 

## Istoric

### Construire și intervenții ulterioare
Conform tradiției, în prima jumătate a secolului al XVIII-lea zona unde se află astăzi Mănăstirea Agafton era acoperită de păduri seculare. Ieromonahul Agaton (popular Agafton) de la fosta mănăstire a Doamnei, ctitorită de Elena Rareș în anul 1552, se retrăsese ca pustnic, împreună cu doi ucenici, în pădurile din apropiere, unde se nevoiau câțiva călugări. Acolo a trăit ca sihastru timp de zece ani în post și în rugăciune, ajungând un duhovnic vestit în Ținutul Botoșanilor. 
În anul 1729, văzând că se adună frații în jurul lui, pustnicul Agafton „au mers în codrul ce este pe locul domnăsc la ocolul Botășenilor și au curățat pădure și și-au făcut mănăstioară cu chilii și și-au pus pomeți pe lîngă chilii" (după cum scrie domnitorul Grigore al II-lea Ghica într-un hrisov din 1 octombrie 1729).  Într-o poieniță din mijlocul pădurii, pustnicul Agafton (de la numele căruia provine și denumirea mănăstirii) a construit o biserică de lemn, cu hramul "Sf. Arhangheli Mihail și Gavriil". Așezământul monahal a fost cunoscut la început sub numele de „Sihăstria lui Agafton". Biserica de lemn a fost construită în perioada 1728-1748 pe coasta versantului, la o distanță de circa 50 m de culmea și platoul acestuia. 
Schitul întemeiat de Agafton a fost obște de călugări până la începutul secolului al XIX-lea, pentru ca mai apoi, prin anul 1814, în timpul mitropolitului Veniamin Costachi să fie transformat în mănăstire de călugărițe, "unde au strălucit prin evlavie fiicele și văduvele boierilor de altădată, precum și toate acele fiice din popor ce au căutat o viață de liniște și reculegere", după cum relatează autorul singurei monografii cunoscute a mănăstirii, Al. H. Simionescu. 
Între anii 1838-1843 a fost construită o nouă biserică de zid, cu hramul "Pogorârea Sf. Duh", în stil moldovenesc, în formă de cruce, fără ornamentații exterioare și cu acoperișul prevăzut cu trei turnuri mari de lemn, cu baza octogonală. Noua biserică a devenit biserica principală a mănăstirii, bisericuța din lemn preluând funcția de biserică de cimitir.
În secolul al XIX-lea s-au efectuat o serie de intervenții care au alterat arhitectura monumentului. După transformarea schitului în mănăstire de călugărițe, biserica a fost extinsă în mod succesiv, în dezacord cu forma și volumetria de ansamblu. În anul 1874, i se adaugă un pridvor pe latura de nord cu un cerdac deschis, pe unde se amenajează intrarea.  Ulterior, pe latura sudică a altarului este adăugată o veșmântărie, de aproximativ aceeași mărime și dezvoltare în plan cu pridvorul. Aceste adaosuri au modificat forma bisericii, prin care „se întunecă întru câtva frumusețea vechii bisericuțe” după cum remarca Al. H. Simionescu.

### Reparații și restaurare
Biserica "Sf. Arhangheli" a ars în anul 1921, ea fiind restaurată în 1957. Pereții interiori ai bisericii vechi, inclusiv turla și bolțile, au fost tencuiți și pictați în frescă în perioada 1956-1957 de către pictorul arhimandrit Vartolomeu Dolhan (1912-1980).
Specialistul Dumitru Agachi a observat în anul 2004 că structura de rezistență a bisericuței de lemn era degradată cu o tendință de generalizare și de evoluție spre starea de precolaps. Cauzele degradării au fost considerate instabilitatea terenului, procesele microbiologice de putrezire a lemnului și atacul insectelor xilofage. Pe latura nordică (îndeosebi la veșmântărie) s-a remarcat un proces accentuat de degradare, din cauza umezelii accentuate. Au apărut fisurile vizibile în tencuiala interioară ca urmare a deplasărilor multiple ale ansamblului și tasărilor diferențiate la nivelul fundațiilor. La intersecția peretelui transversal dintre pronaos și naos cu pereții longitudinali au apărut crăpături de circa 2-3 cm. Dumitru Agachi a sugerat ca restaurarea să se facă cu îndepărtarea adaosurilor care au înstrăinat construcția de modelul originar, îndepărtarea trotuarului din beton supralărgit și de grosime mare, degajarea soclului din piatră de tencuiala cu mortar de ciment și aplicarea de tratamente de protecție hidrofugă și antisepticã a lemnului.
Biserica de lemn de la Mănăstirea Agafton este în prezent în proces de restaurare. Au fost îndepărtate adaosurile ulterioare (veșmântăria și pridvorul), iar grinzile și bucățile de șindrilă putrezite au fost înlocuite. În prezent, în această biserică se slujește numai de sărbătoarea hramului. 
În jurul bisericuței se află cimitirul monahal unde sunt înmormântați călugării de demult și călugărițele. Aici se află și mormintele celor trei mătuși după mamă ale poetului Mihai Eminescu: Sofia, Fevronia și Olimpiada Iurașcu, ultima dintre ele fiind, pentru o vreme, stareță a mănăstirii. Tradiția povestește că  de multe ori în copilăria sa, poetul Mihai Eminescu venea pe jos, din Ipoteștiul său natal pentru a-și vizita mătușile.  În curtea cimitirului, se află și un turn clopotniță de lemn.

## Arhitectura bisericii
Biserica de lemn din Mănăstirea Agafton este construită în totalitate din bârne groase de stejar, placate cu scânduri vopsite în culoarea albastră. Biserica de lemn are formă de navă simplă, cu un mic turn în formă octogonală deasupra naosului. Lungimea sa este de 10 m, iar lățimea de 5 m.
Construită pe o coastă de versant, biserica are o diferență de nivel de aproximativ 70-80 cm între cota superioară a soclului pereților laterali ai bisericii și cota terenului din zonă, pe o distanță de numai 5 m. Biserica are o fundație și soclu din
zidărie de piatră, peste care au fost așezate tălpi din bârne groase de stejar. Bârnele de stejar au fost cioplite în patru fețe, de secțiune pătrată, fiind așezate în cununi orizontale și încheiate la colțuri în "cheotori" dupã sistemul numit «în coadã de rândunicã». Acoperișul este din șindrilă, cu pante relativ reduse, în timp ce învelitoarea peste veșmântãrie era din tablă zincată. 
Interiorul bisericii este compartimentat în trei încăperi: pronaosul, naos Și altar. Pronaosul este delimitat de naos prin două grupuri de câte doi stâlpi alăturați din lemn, pe care se sprijină un fronton vertical îngust. Tavanele pronaosului și naosului sunt boltite diferit. Deasupra naosului se află o turlă scundă, octogonală, luminatã prin patru mici ferestre simetrice, amplasate în cele patru puncte cardinale. Absida altarului are formă poligonală. 
Biserica se află în prezent în faza de reconstrucție, înlocuindu-se acoperișul din șindrilă cu unul nou.

## Imagini

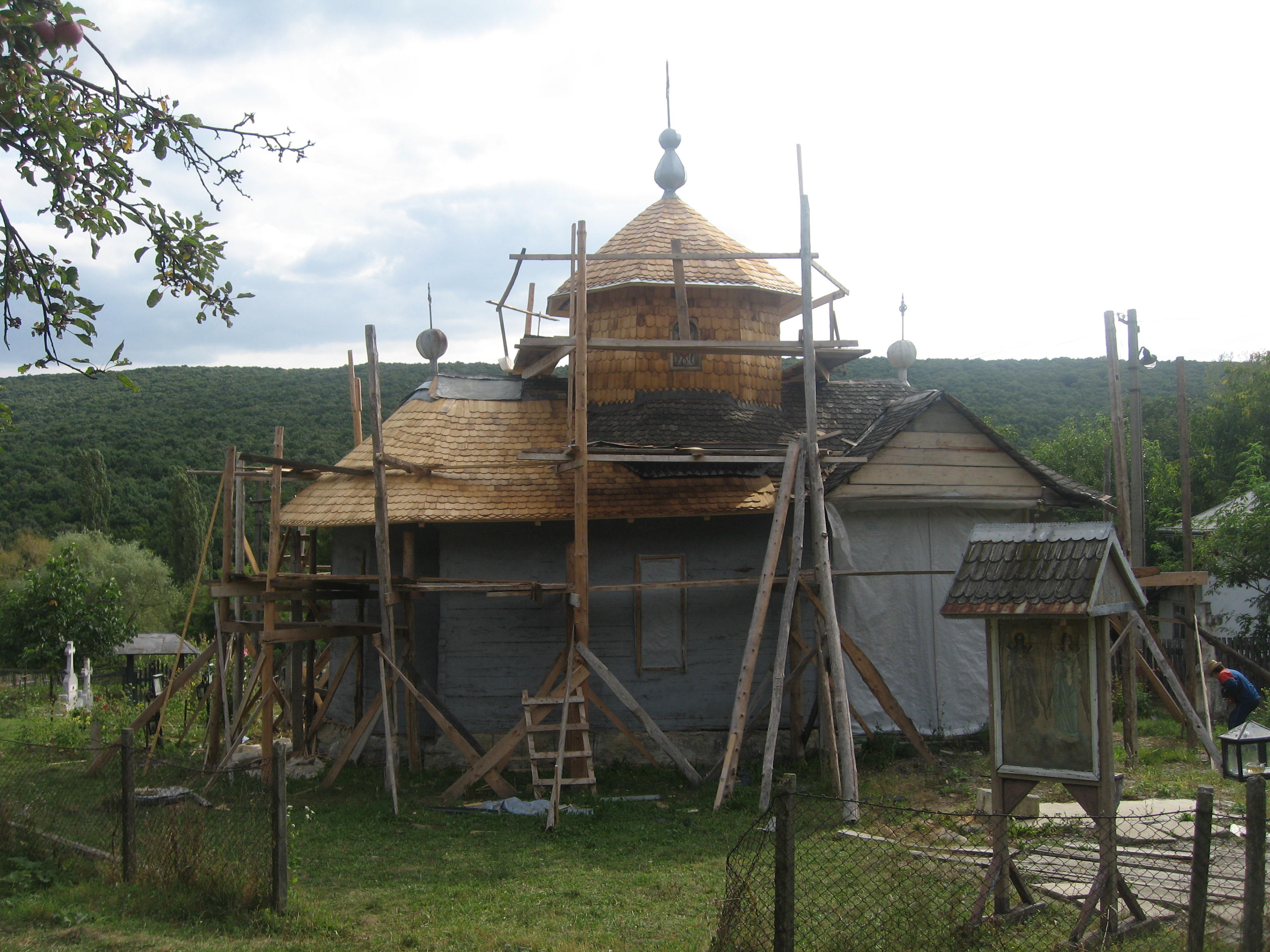
Biserica de lemn în reconstrucţie
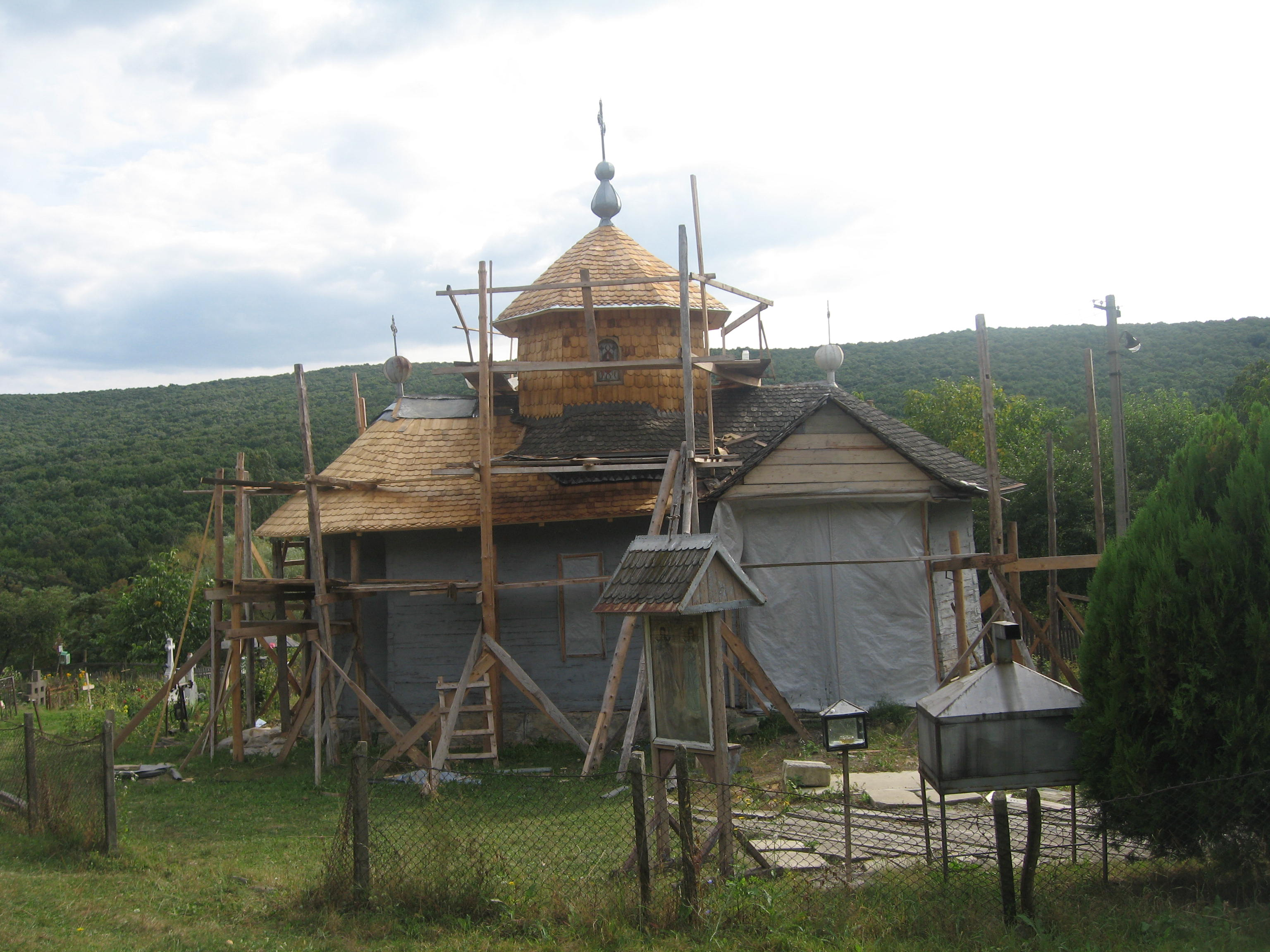
Biserica de lemn
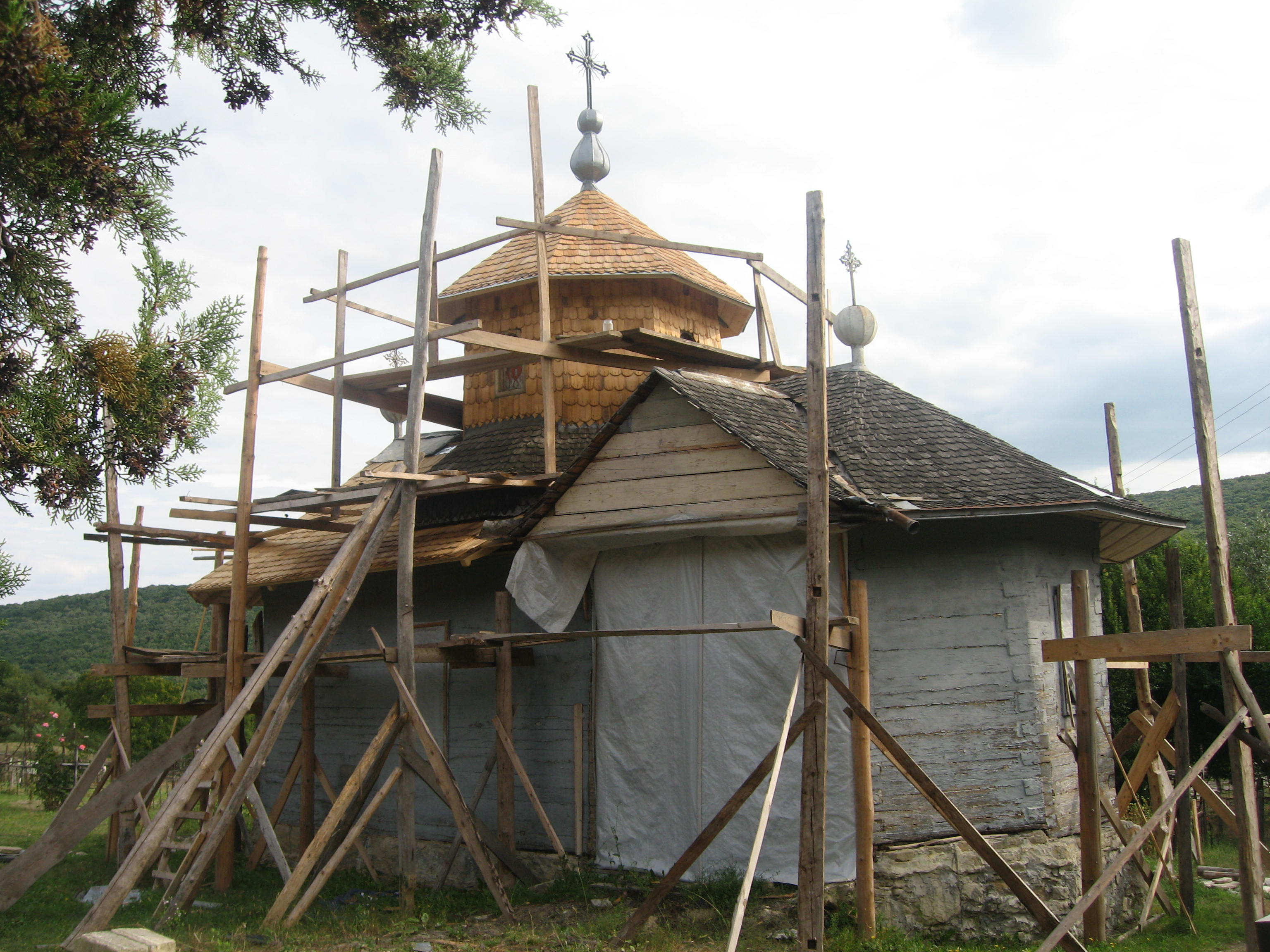
Biserica de lemn privită de pe latura nordică
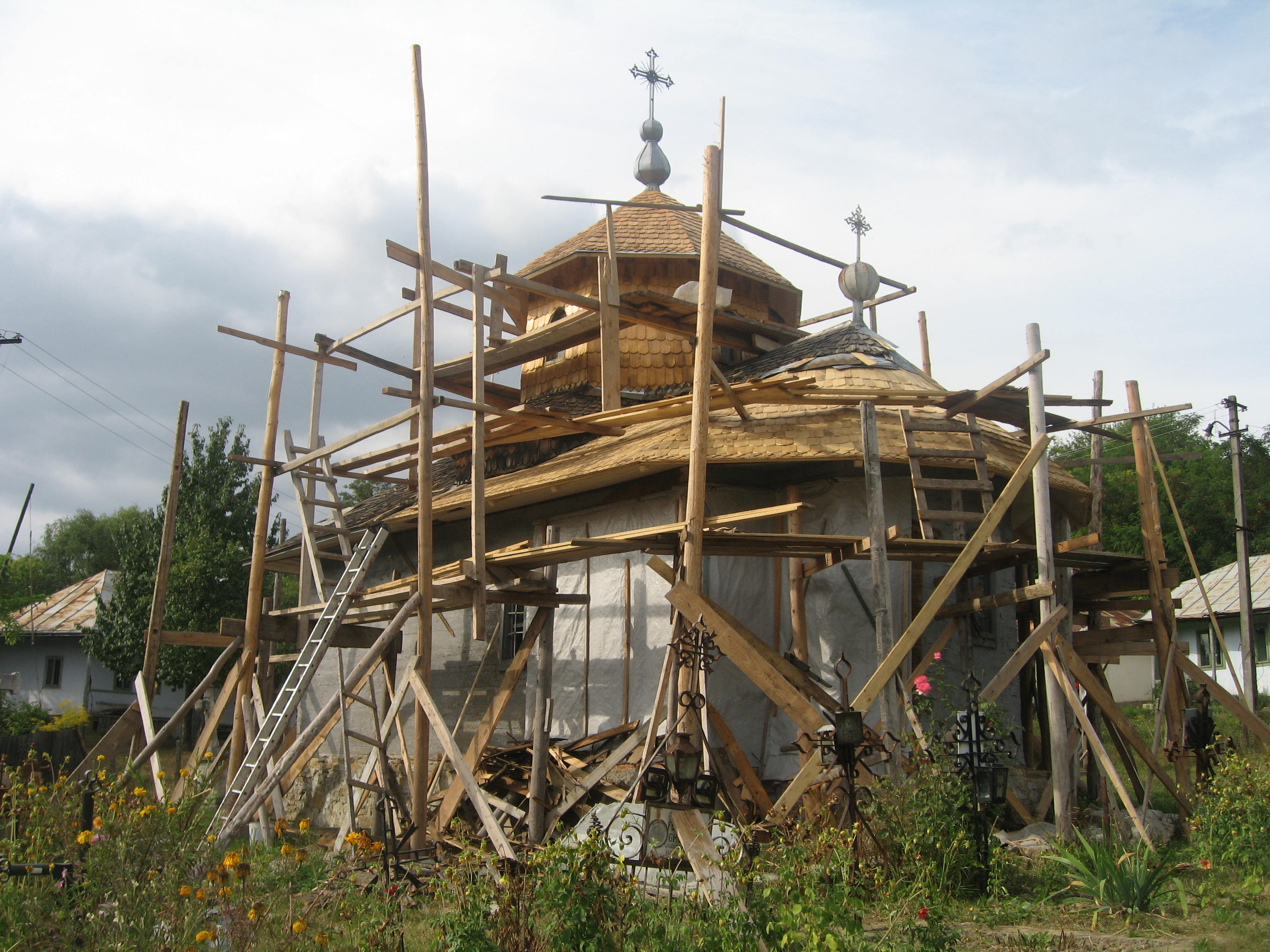
Biserica de lemn privită de pe latura sudică
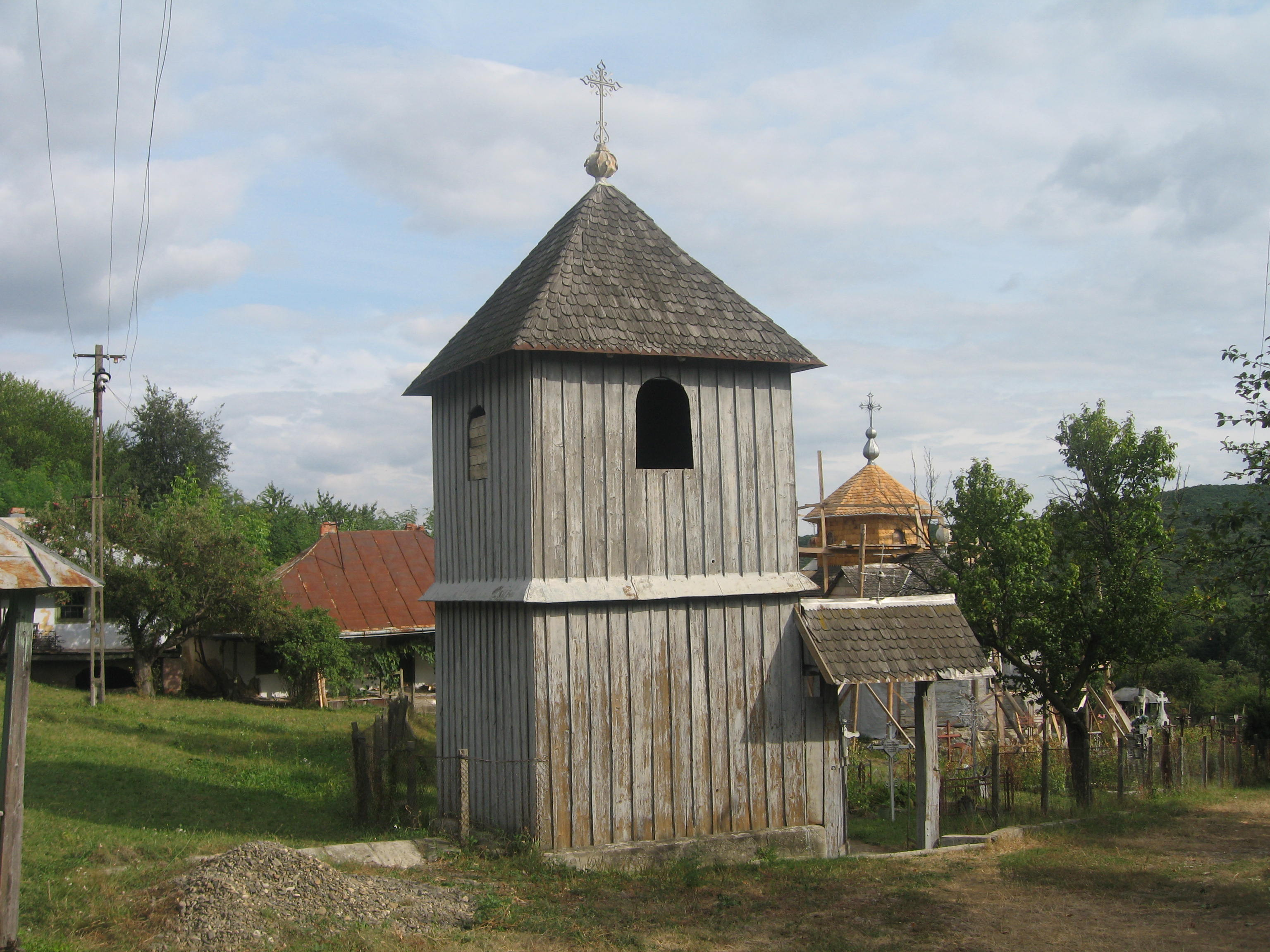
Turnul clopotniţă şi biserica
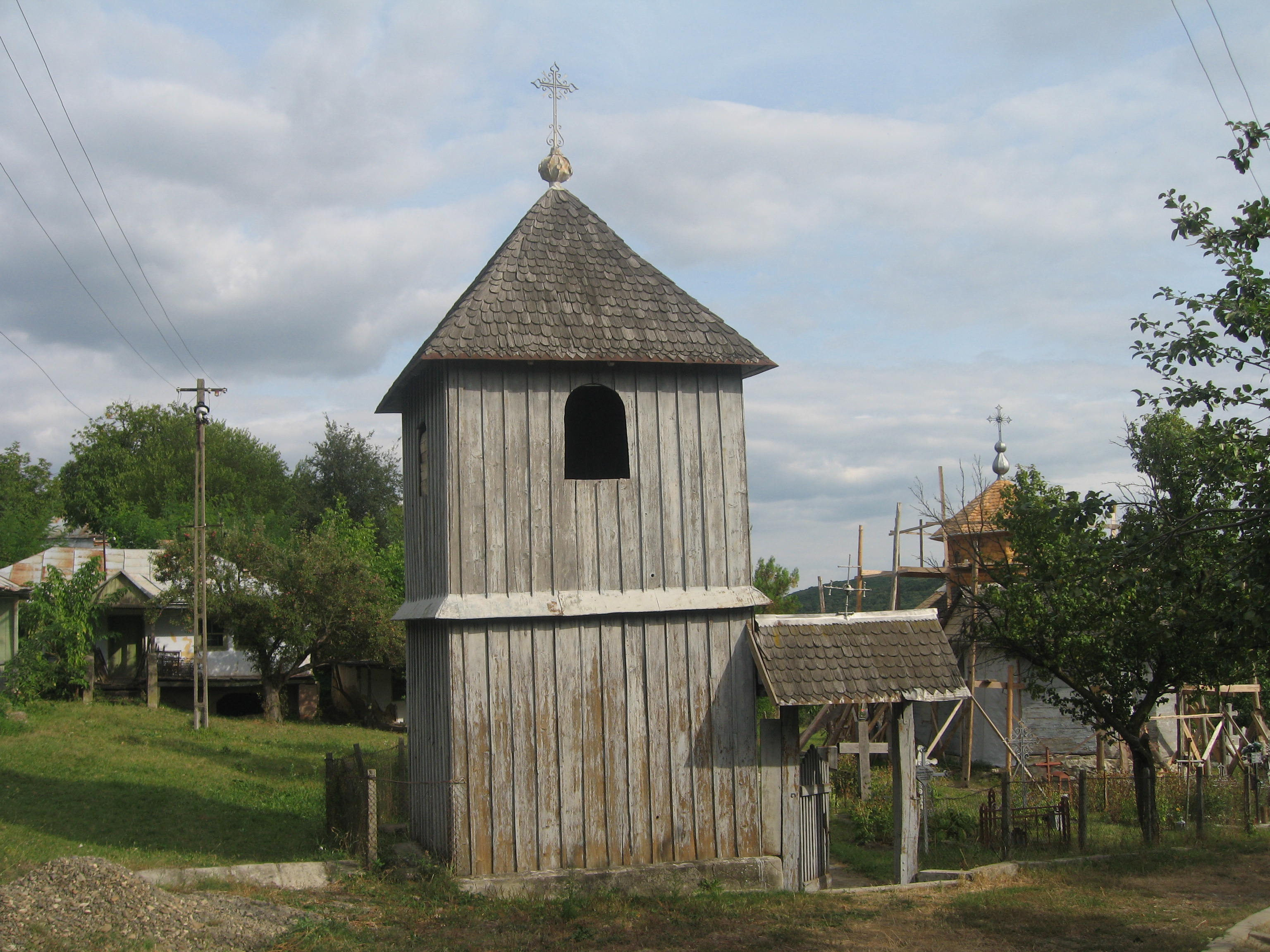
Turnul clopotniţă şi biserica
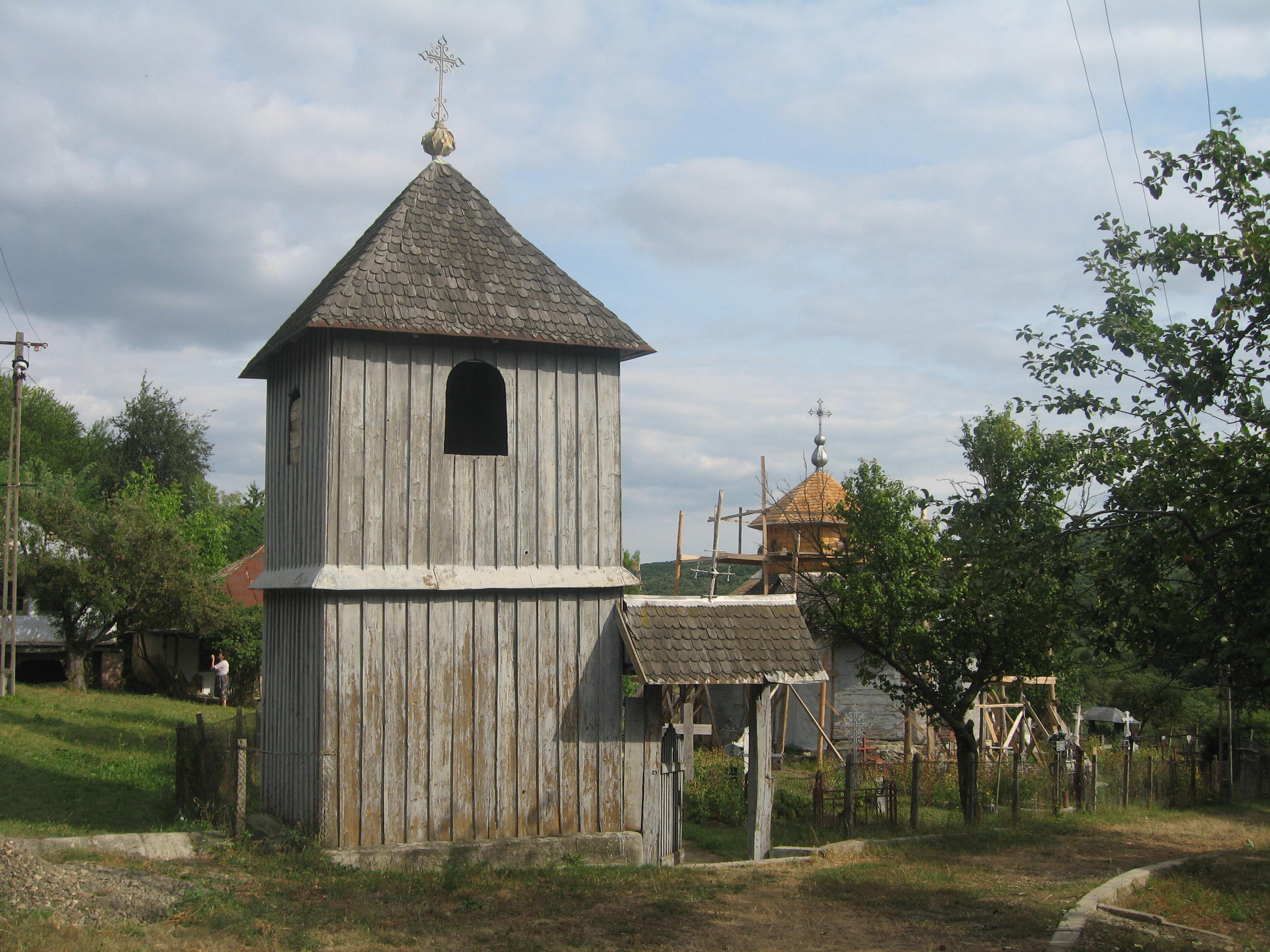
Turnul clopotniţă şi biserica
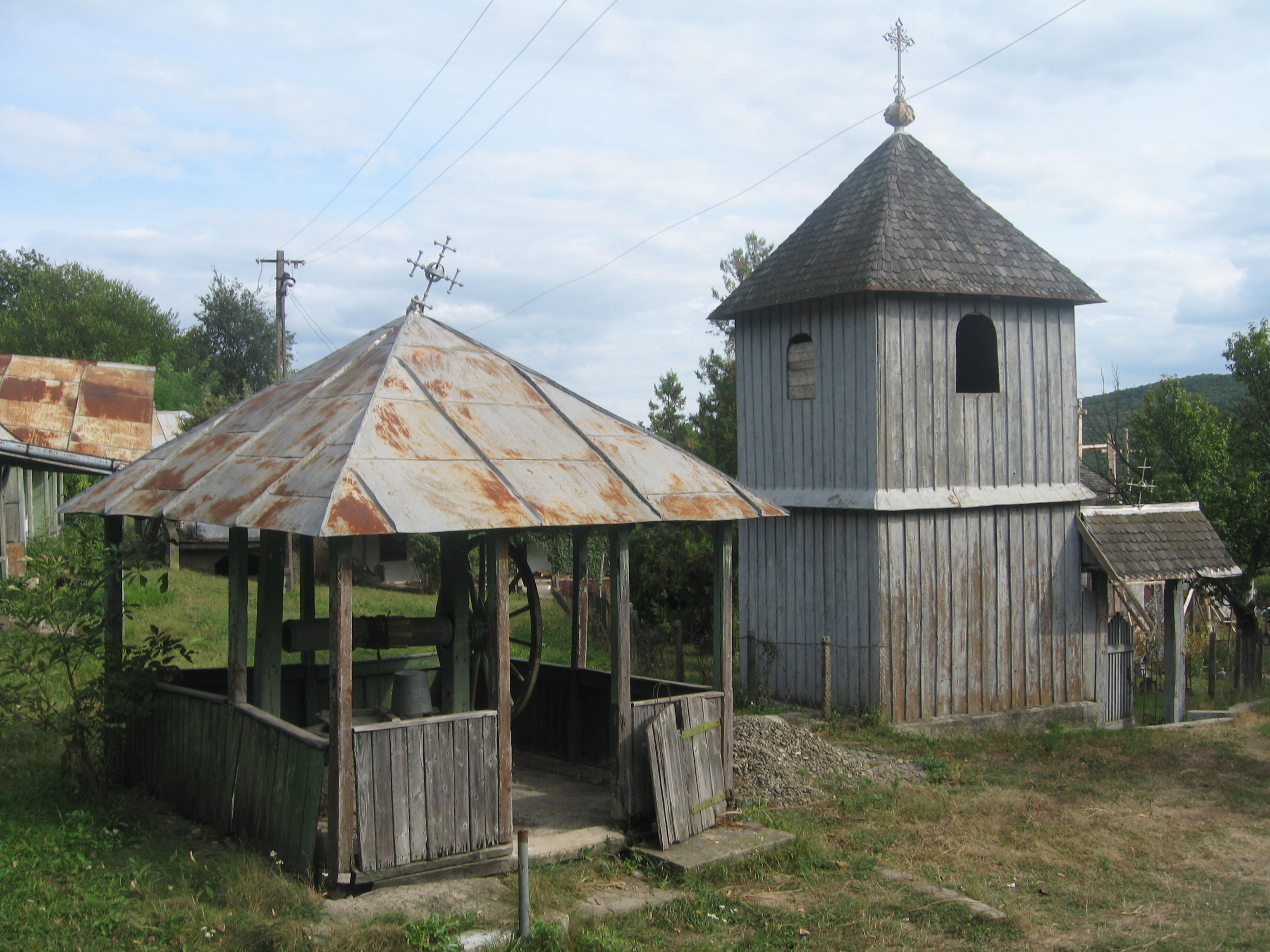
Turnul clopotniţă şi fântâna
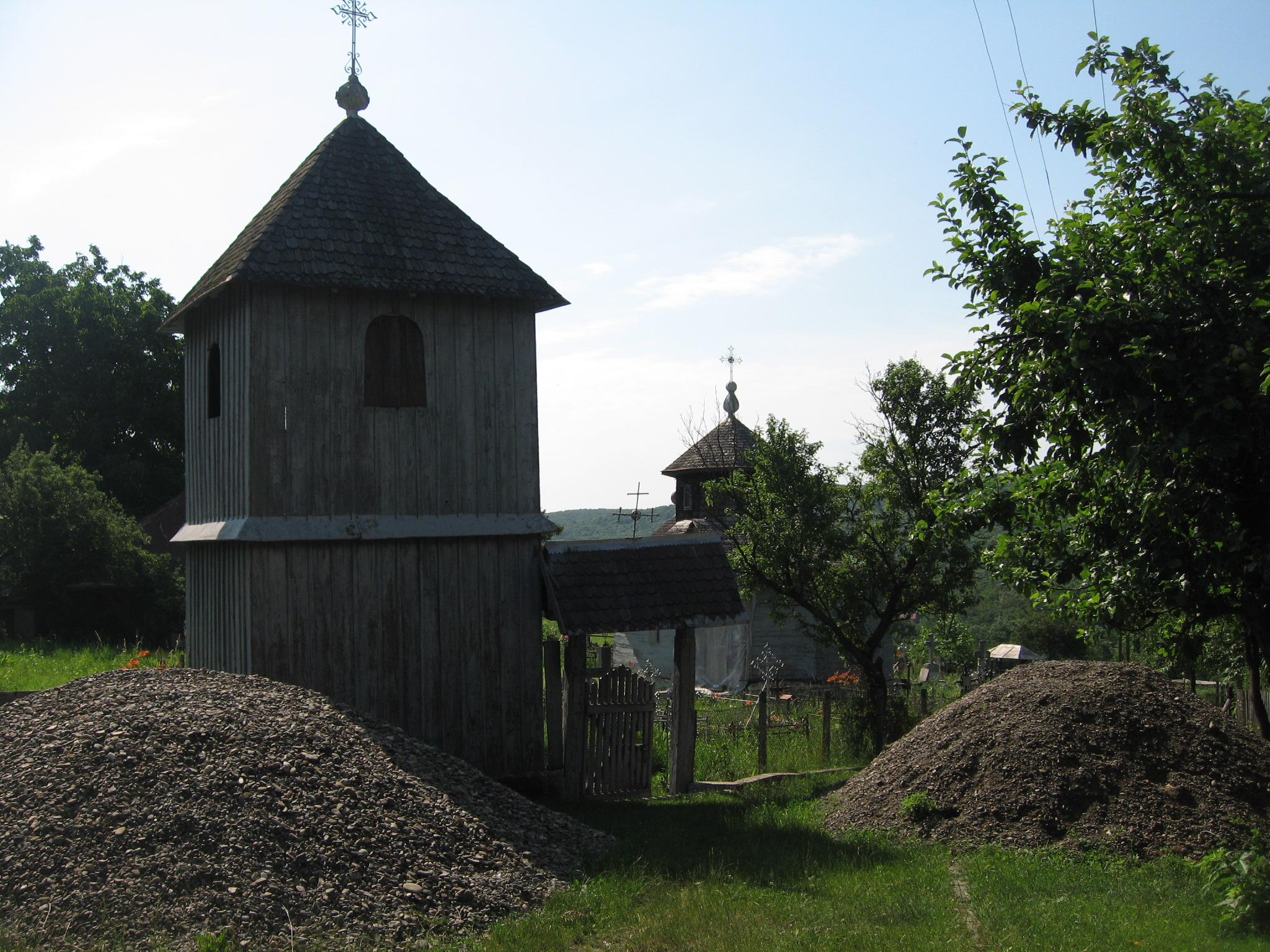
Turnul clopotniţă
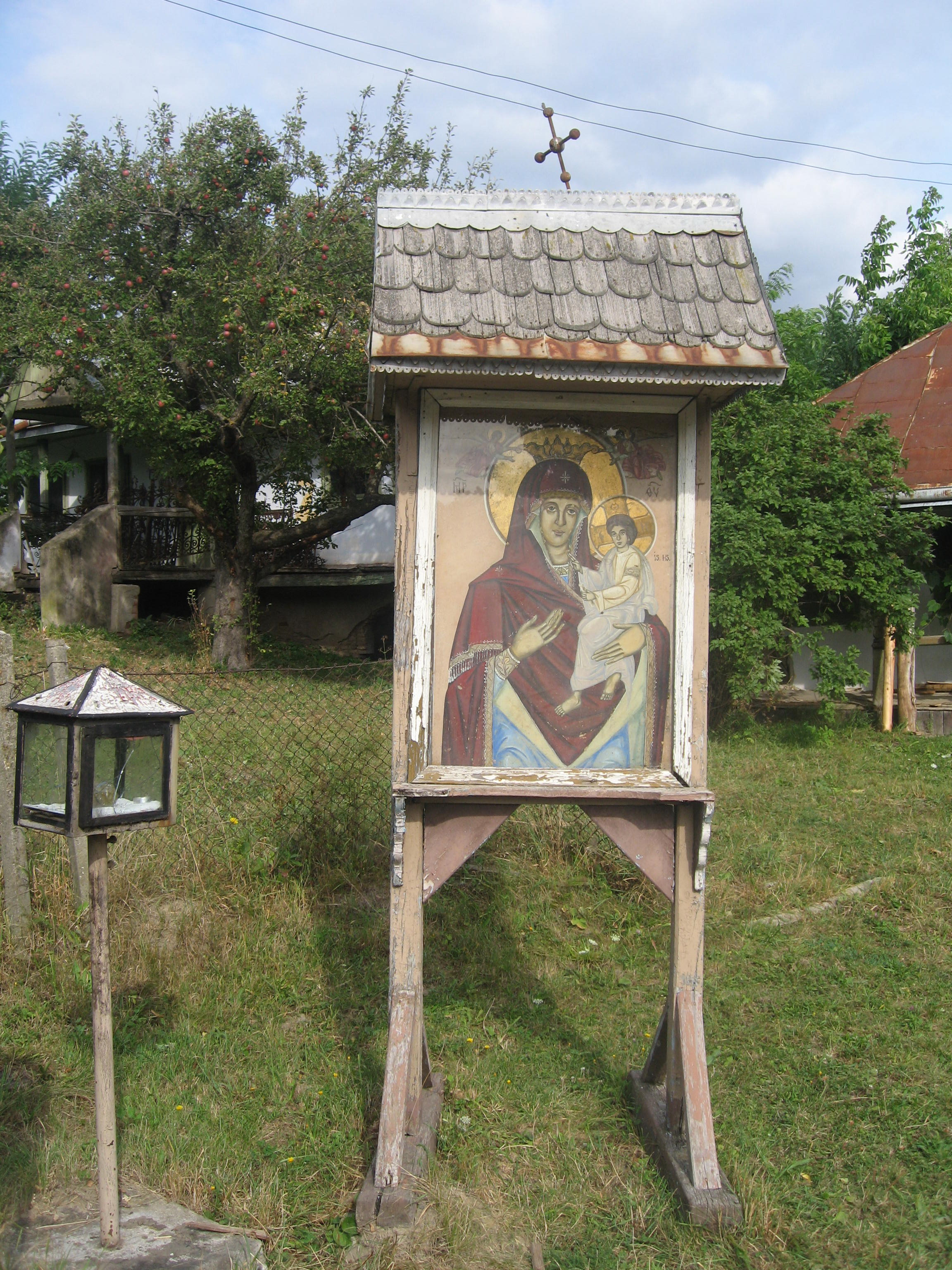
Icoană pe postament în curtea bisericii
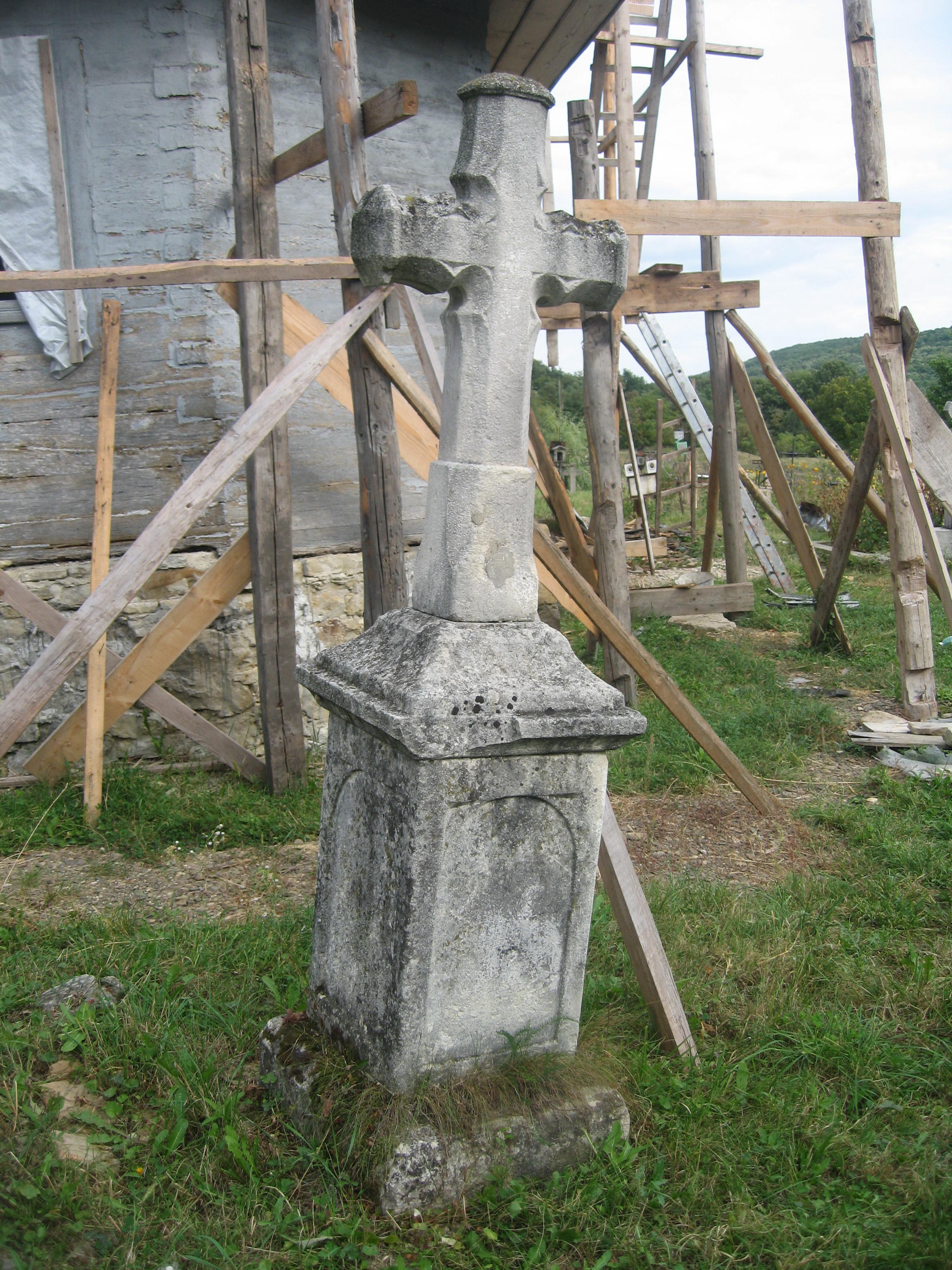
Cruce veche în cimitirul bisericii